# Геннадій Рігер
Геннадій Рігер (івр. גנדי ריגר; нар. 24 травня 1948, Радянський Союз—12 жовтня 2015) — ізраїльський політик, який був членом Кнесету від партії Ісраель ба-Алія між 1999 і 2003.
Рігер вивчав машинобудування у Львівському університеті. Він працював інженером, перш ніж репатріюватись до Ізраїлю у 1990.
1992 року Рігер був залучений у створенні партії іммігрантів Да. 1996 року він став генеральним секретарем іншої партії іммігрантів Ісраель ба-Алія.
Пізніше він заснував політичну консалтингову фірму Politeck.
Одружений і має одну дитину, живе у Кфар-Сабі.